# Căn cứ không quân Tân Trúc
Căn cứ không quân Tân Trúc (tiếng Trung: 新竹空軍基地, Tân Trúc không quân cơ trường) (ICAO: RCPO) nằm tại thành phố Tân Trúc, Đài Loan. Sân bay mở cửa từ ngày 1 tháng 1 năm 1998. Cho đến cuối thập kỉ 1990, đường băng dài nhất tại đây được ghi nhận có độ dài 3658 m (12,000 feet). Sân bay từng được sử dụng cho mục đích dân sự, tuy nhiên từ sau vụ tai nạn trên chuyến bay của hãng Formosa Airlines ngày 18 tháng 3 năm 1998 thì sân bay đã đóng cửa đối với các chuyến bay dân sự. Hiện đây là căn cứ của Liên đội 499 thuộc Không quân Trung Hoa Dân Quốc.